# Rodolf Sirera
Rodolf Sirera Turó (Valencia, 26 de febrero de 1948.) es un traductor, guionista, dramaturgo y gestor público español. Su trayectoria está vinculada a la renovación del teatro valenciano, del que es teórico, crítico, investigador y editor. Sirera es Académico de la Academia de las Artes Escénicas de España.

## Biografía
Estudió Historia y Filología Hispánica en la Universidad de Valencia. Desde 1984 es director de música, teatro y cine de la Consejería de Cultura de la Generalidad Valenciana. Desde muy joven ya dio muestras de su amor al teatro y de su indudable categoría como autor dramático. Su primera obra, desgraciadamente perdida, La Serpiente en el Desván,  fue estrenada con enorme éxito en el Teatro de las Escuelas Pías de Valencia en 1962, iniciando lo que desde entonces sería costumbre habitual en él, ya que la escribió junto a Francisco Pérez Moragón. Diez años después, en 1972 formó el grupo teatral El Rogle, con el objetivo de montar exclusivamente teatro en valenciano profesional. Colaborador de las publicaciones Gorg, Cartelera Turia, Destino, Primer Acto, Valencia Semanal o El Temps, entre otros. En el ámbito teatral es reconocido por sus aportaciones al teatro contemporáneo valenciano. Su obra más editada y traducida ha sido El verí del teatre (en español, El veneno del teatro) (1978), con la que accedió a la escena española y, después, internacional. Interesado en la televisión, ha sido guionista en las series Herència de sang (Canal 9, 1995), Nissaga de poder (TV3 Cataluña, 1996), El súper (Telecinco, 1996) Temps de silenci (TV3, 2001 junto con Gisela Pou Valls y Enric Gomà Ribes), Amar en tiempos revueltos (Televisión Española (TVE), 2005) y Mar de fons (TV3, 2006).

## Premios
Ha sido galardonado con los siguientes premios:
- Premio Teatre Ciutat d’Alcoi, por Homenatge a Florentí Montfort (1971) y por El capvespre del tròpic (1977).
- Premio Ciutat de Granollers de Teatre, por Plany en la mort d'Enric Ribera (1972).
- Premio Crítica Serra d'Or por Plany en la mort d'Enric Ribera (1975). El brunzir de les abelles (1977), Bloody Mary Show (1981),  Cavalls de mar (1989) y Dinamarca (2020).
- Premio Carlos Arniches de teatre català, por El còlera dels déus (1976).
- Premio Ciutat de Barcelona de Teatre, por Plany en la mort d'Enric Ribera (1978).
- Premio Ignasi Iglésias, por Arnau (1978).
- Premio Crítica del País Valencià, por El capvespre del tròpic (1981).
- Premio Produccions Teatrals de la Diputació de València, por Arnau (1982).
- Premio Teatre Principal de Palma, por Cavalls de mar (1988).
- Premio Sanchis Guarner, por el conjunto de su obra (1989).
- Premio de Teatre de la Comunitat Valenciana, por Indian Summer (1992).
- Premio Born de Teatre por La ciutat perduda (1993).
- Premio Crítica dels Escriptors Valencians de Teatre, por La ciutat perduda (1995) y Silenci de negra (2002.)
- Premio Nacional de Teatro de Cataluña por Maror (1997).
- Premio Cavall Verd - Jaume Vidal Alcover por Punt de Fuga (2000).
- Premio Nacional de la Crítica valenciana a la mejor contribución dramatúrgica, por la traducción i adaptación de La caiguda, de Albert Camus (2002).
- Premio Max Aub al mejor texto o versión en los Premis de les Arts Escèniques de la Generalitat Valenciana, por La caiguda, de Albert Camus (2003).
- Premio María Martínez Sierra de la Asociación de Directores de Escena a la mejor traducción o versión por La caiguda, de Albert Camus (2003).
- Premio Max de Teatro en cinco ocasiones, al Mejor autor teatral en catalán o valenciano por Raccord (2006), El verí del teatre (2007) y Dinamarca (2020); a la mejor adaptación teatral por La caiguda (2004) y al mejor espectáculo musical Tic-tac” (2018).
- Premio AAPV Millor aportació Teatral, por Zero Responsables (2010).
- Premio Crítica dels Escriptors Valencians (AELC), por Trio (2016).
- Premio Honor a la trajectòria de les Arts Escèniques de la Generalitat Valenciana (2019).
- Premio Crítica Literària Valenciana, por Dinamarca (2020).
- Premio Millor text de les Arts Escèniques Valencianes, por Dinamarca (2020).

## Obras publicadas
- 1972: Homenatge a Florentí Montfort, con Josep Lluís Sirera Turó. Barcelona: Edicions 62
- 1974: Plany en la mort d'Enric Ribera. Madrid: Pipirijaina Textos
- 1975: La pau (retorna a Atenes). Barcelona: Edicions 62
- 1976: El còlera dels déus, con Josep Lluís Sirera Turó. Valencia: Eliseu Climent/3i4
- 1977: El capvespre del tròpic, con Josep Lluís Sirera Turó. Valencia: Eliseu Climent/3i4
- 1977: Tres variacions sobre el joc dels miralls. Barcelona: Edicions 62
- 1977: El brunzir de les abelles, con Josep Lluís Sirera Turó. Valencia: Eliseu Climent/3i4
- 1978: Memòria general d'activitats. Barcelona: Edicions 62
- 1978: El verí del teatre. Lérida: Pagès
- 1978: L'assassinat del doctor Moraleda. El verí del teatre. Barcelona: Edicions 62
- 1980: Bloody Mary Show. Barcelona: Edicions 62
- 1984: Arnau. Barcelona: Instituto del Teatro
- 1985: La primera de la classe. Barcelona: Edicions 62
- 1987: Funció de gala. Valencia: Eliseu Climent/3i4
- 1987: Tres farses populars sobre l'astúcia. Valencia: Eliseu Climent/3i4
- 1988: Cavalls de mar, con Josep Lluís Sirera Turó. Barcelona: Edicions 62
- 1990: Indian Summer. Alcira: Bromera
- 1991: El teatre a l'escola, con Manel Cubedo Capella. Valencia: Consejería de Cultura, Educación y Ciencia
- 1991: La partida, con Josep Lluís Sirera Turó. Alicante: Ayuntamiento de Alicante
- 1992: El triomf de Tirant, con Josep Lluís Sirera Turó. Valencia: Instituto Alfonso el Magnánimo

- 1994: La ciutat perduda, con Josep Lluís Sirera Turó. Valencia: Eliseu Climent/3i4
- 1995: La caverna. Barcelona: Lumen
- 1995: La princesa del desert. Alcira: Bromera
- 1996: Maror: les regles del gènere. Barcelona: Edicions 62
- 1999: Punt de fuga. Barcelona: Edicions 62
- 2000: Silenci de negra, con Josep Lluís Sirera Turó. Valencia: Eliseu Climent/3i4
- 2005: Raccord. Barcelona: Proa - Teatro Nacional de Cataluña